# Лисовская, Наталья Венедиктовна
Ната́лья Венеди́ктовна Лисовская (по мужу — Седых; род. 16 июля 1962, Алегазово, Башкирская АССР) — советская толкательница ядра, олимпийская чемпионка и трёхкратная чемпионка мира, действующая рекордсменка мира с 1987 года (22,63 м). Заслуженный мастер спорта СССР (1984). Выступала за «Спартак» (Москва).
Наталья Лисовская и её муж Юрий Седых — единственная семейная пара, обладающие двумя из семи самых старых рекордов в истории лёгкой атлетики. Юрий Седых установил свой рекорд 30 августа 1986 года (метание молота, 86,74 метра), Наталья Лисовская — 7 июня 1987 года (толкание ядра, 22,63 метра).

## Биография
Начала тренироваться под руководством олимпийской чемпионки Фаины Мельник.
Выступая за сборную СССР победила на Олимпийских Играх в Сеуле (1988). Трижды била мировой рекорд — в 1984 году и два раза в 1987 году. Лисовская — обладательница одного из самых старых мировых рекордов в истории лёгкой атлетики. Ушла из спорта после Олимпийских игр 1992 года, заняв в Барселоне только 9-е место. Окончила ГЦОЛИФК.
Была замужем за известным в прошлом легкоатлетом Юрием Седых (1955—2021). В 1993 году в их семье родилась дочь Алексия Седых. Наталья проживает в Париже.
В 1989 году награждена орденом Трудового Красного Знамени.

## Достижения
- Чемпионка Олимпийских игр 1988 в толкании ядра. Участница Олимпийских Игр 1992 (9-е место).
- чемпионка мира 1987 (21,24).
- Победительница чемпионатов мира в помещении 1985 и 1987
- Чемпионка Европы в помещениях 1992.
- Призёр соревнований на Кубок Мира 1985.
- Победительница соревнований на Кубок Европы 1985, 1987.
- Победительница Гран-При IAAF 1987.
- Победительница Универсиады 1983, 1985
- Победительница Игр Доброй воли 1986.
- Победительница Спартакиады народов СССР 1983.
- Чемпионка СССР 1985, 1986, 1988.
- Чемпионка СССР в помещении 1982, 1983, 1986, 1987, 1988.

## Личные рекорды
- Толкание ядра (на открытом стадионе) — 22,63 (мировой рекорд, Москва, 1987)
- Толкание ядра (в помещении) — 22,14 (Пенза, 1986)
- Метание диска — 62,28